# Soulcalibur III
Soulcalibur III (ソウルキャリバーIII?, Sourukyaribā Surī) è un videogioco picchiaduro della Namco, capitolo successivo a Soulcalibur II e quarto dell'omonima serie. È uscito in esclusiva per PlayStation 2. Il gioco mantiene la particolarità di usare armi bianche (per lo più spade ma anche pugnali, fruste acuminate e quant'altro) nei duelli; altra particolarità è quella che due giocatori possono giocare in modalità "versus" contemporaneamente nell'arena.

## Trama
Dopo innumerevoli ed orribili omicidi a cui è stato costretto dalla Soul Edge, Siegfried riesce a liberarsi dalla schiavitù che lo imprigionava, grazie all'aiuto della spada gemella Soul Calibur. Tuttavia la sua parte malvagia, Nightmare, è ancora viva, racchiusa in un'armatura vuota, ed è in cerca di vendetta. I due guerrieri, quindi, vogliono entrambi chiudere una volta per tutte la faccenda ma, nell'ombra, un altro personaggio sta tramando il suo piano. Zasalamel, l'uomo maledetto che non può morire, nel momento in cui uno dei due cavalieri trionferà sull'altro, prenderà il potere di entrambe le spade, per porre fine alla "maledizione" che lo costringe a vivere per sempre (cosa a cui vuole rinunciare).

## Modalità di gioco
Soulcalibur III si distingue dagl'altri giochi del suo genere, oltre per l'uso delle armi, anche per le originali modalità inserite dagli sviluppatori, tra cui si distinguono:

### Storie di anime e spade
Rappresenta la modalità principale, un'ottima variante alla più classica modalità storia degli altri picchiaduro. Scelto il proprio personaggio tra una vasta rosa, il giocatore ne seguirà le vicende prendendone attivamente parte, tramite alcune scelte durante la narrazione, le quali cambieranno l'ordine di incontri che seguiranno ai dialoghi. Altra importante caratteristica sono i filmati interattivi, tra cui i finali multipli, in cui i personaggi devono schiacciare dei pulsanti entro un tempo limite, affinché si possano cambiare alcune situazioni.

### Cronistorie della spada
A metà tra gioco di ruolo e strategico con inframmezzati gli scontri picchiaduro, questa innovativa modalità offre la possibilità di utilizzare il proprio personaggio creato a parte: la trama incentrata sulla ricerca della verità da parte di un protagonista in realtà molto inquieto ed indeciso, (il cui scopo alla fine è concretamente solo combattere contro chiunque) si articola in 20 cronistorie in cui occorrerà dirigere un proprio gruppetto di guerrieri sia strategicamente sul campo, sia personalmente in singolar tenzoni da lasciare in gestione al motore o da affrontare in prima persona con soddisfazioni e rischi correlati. Notevole vantaggio è il poter mantenere progressi e personaggi creati in caso si decida di ricominciare una volta portata a termine l'ultima cronistoria.

### Creazione personaggi
Permette di creare e modificare personaggi da utilizzare poi nelle altre modalità. Il loro numero è limitato a quello degli slot presenti nel gioco (che comunque possono essere aumentati in varie maniere) ed offrono la scelta tra 14 classi differenti di guerrieri di entrambi i sessi con differenti possibilità di tratti somatici e di vestiario (per un totale di 17 elementi del corpo modificabili); questi personaggi inoltre acquisiranno durante il gioco nuove armi e stili di combattimento. È inoltre possibile modificare i colori dei costumi dei personaggi principali.

#### Classi e discipline
- Barbaro, Spadone/Iron Sword;
- Monaco, Nunchaku;
- Ladro, Daga/Dagger;
- Ballerino, Tamburrelli/Tambourine;
- Santo, Bastone allungabile/Staff;
- Gladiatore, Spada e Scudo/Sword & Shield;
- Ninja, Kunai;
- Pirata, Spade Cinesi/Chinese Sword;
- Assassino, doppie Spade Curve/Wave Swords;
- Saggio, Lama Cinese/Chinese Blade;
- Cavaliere, Lancia/Lance;
- Samurai, Katana;
- Maestro Spada, tutte le discipline.

Sono presenti anche altre discipline:
- Grieve Edge (Armi per i Piedi)
- Sickle (Falcetto)
- Steel Fan (Ventaglio)
- Katana & Shuriken
- Rapier (Stocco)

#### Soul Of
Sono discipline che prevedono l'uso delle armi/stile di combattimento dei personaggi principali(quali Mitsurugi, Xianghua, Nightmare, eccetera):
- Soul of Nightmare - Classe Barbaro - Spadone
- Soul of Astaroth - Classe Barbaro - Ascia gigante
- Soul of Maxi - Classe Monaco - Nunchaku
- Soul of Kilik - Classe Monaco - Bastone
- Soul of Yun-Seong - Classe Ladro - Dao (Spada corta cinese)
- Soul of Tira - Classe Ladro - Lama anello
- Soul of Xianghua - Classe Ballerino - Jian (Spada lunga cinese)
- Soul of Voldo - Classe Ballerino - Katar
- Soul of Zasalamel - Classe Santo - Falce
- Soul of Talim - Classe Santo - Tonfa
- Soul of Rock - Classe Gladiatore - Mazza
- Soul of Seong Mi-Na - Classe Gladiatore - Alabarda cinese
- Soul of Taki - Classe Ninja - Pugnale ninja/Kodahci
- Soul of Setsuka - Classe Ninja - Katana piccola/Iaito
- Soul of Cervantes - Classe Pirata - Due spade corte
- Soul of Ivy - Classe Pirata - Spada frusta
- Soul of Lizardman - Classe Assassino - Ascia e scudo
- Soul of Tira - Classe Assassino - Lama anello
- Soul of Sophithia - Classe Saggio - Spada e sscudo
- Soul of Cassandra - Classe Saggio - Spada e scudo
- Soul of Siegfried - Classe Cavaliere - Spadone
- Soul of Raphael - Classe Cavaliere - Rapier
- Soul of Mitsurugi - Classe Samurai - Katana
- Soul of Yoshimitsu - Classe Samurai - Katana, Wakizashi, Sashimono

### Arena delle Anime
In questa modalità vengono proposte al giocatore dei combattimenti con numerose variante come, ad esempio, vincere solamente scaraventando l'avversario sul muro. Ogni sfida va prima sbloccata in vari modi, ed ognuna di esse presenta tre diversi gradi di difficoltà.

### Versus
Una modalità classica del genere; permette a due giocatori di scontrarsi nelle varie arene sbloccate, con tutti i personaggi delle altre modalità. Viene inoltre lasciata la possibilità di cambiare l'handicap (la percentuale di salute) ed il numero di round da vincere per aggiudicarsi il match, che può essere anche diverso tra i due contendenti.

## Personaggi

### Personaggi principali
- Zasalamel
- Cassandra
- Taki
- Mitsurugi
- Siegfried
- Kilik
- Xianghua
- Maxi
- Seong Mi-na
- Rock
- Yoshimitsu
- Sophitia
- Olcadan
- Nightmare
- Ivy
- Astaroth
- Voldo
- Tira
- Yun-Seong
- Talim
- Raphael
- Setsuka
- Cervantes
- Lizardaman

Yoshimitsu è lo stesso personaggio di Tekken, riprodotto però con un aspetto che più ricalcala le tradizioni giapponesi (ha quindi l'abbigliamento da Samurai originale con colori più vistosi, mentre in Tekken ha un vestito da samurai ma in chiave futuristica).

### Personaggi bonus
- Hwang
- Amy
- Li Long
- Arthur
- Revenant
- Greed
- Miser
- Valeria
- Hualin
- Lynette
- Abelia
- Luna
- Girardot
- Chester
- Demuth
- Aurelia
- Strife
- Night Terror (non disponibile)
- Colossus (non disponibile)
- Charade (non disponibile)
- Will O' The Wisp (non disponibile)
- Keres (non disponibile)
- Assassin (non disponibile)
- Berserker (non disponibile)
- Unknown Soul (non disponibile)
- Shadow Master (non disponibile)
- Dragon (non disponibile)

## Colonna sonora
La colonna sonora di Soulcalibur III, intitolata Soulcalibur III Original Soundtrack - Legend of Sounds, è stata composta da Junichi Nakatsuru, Ryuichi Takada e Keiki Kobayashi:
Le tracce variano nello stile, dipendendo dall'arena a cui sono associate, e ogni personaggio principale è rappresentato da un distinto tipo di suono. Per esempio, "Ephemeral Dream" (il tema di Setsuka) ha dei violini calmi e dei tamburi distanti che presentano un'immagine di alberi di fiori di ciliegio, i quali circondano l'arena al chiaro di luna della Jyurakudai Villa.

### Disco 1
Musiche di Junichi Nakatsuru, Ryuichi Takada, Keiki Kobayashi.
1. Hour of Destiny (Opening) – 3:50 (musica: Junichi Nakatsuru)
2. Lorekeeper (Menu Screen) – 1:24 (musica: Junichi Nakatsuru)
3. History Beckons (Character Select Screen) – 1:33 (musica: Junichi Nakatsuru)
4. Fearless Eyes (Eurydice Shrine - Gate of the Gods Theme) – 2:33 (musica: Junichi Nakatsuru)
5. Call of the Ancients (Egyptian Temple Theme) – 2:20 (musica: Ryuichi Takada)
6. Time Marches On (Clock Tower Theme) – 2:23 (musica: Keiki Kobayashi)
7. Wings of Despair (Ostrheinsburg Castle - Battlement Theme) – 1:40 (musica: Keiki Kobayashi)
8. The Blade Seeker (Battle in the Strait Theme) – 3:01 (musica: Junichi Nakatsuru)
9. Pure Breeze (Water Mill Valley Theme) – 2:07 (musica: Keiki Kobayashi)
10. Face Your Fate (Valentine Mansion Theme) – 2:14 (musica: Ryuichi Takada)
11. Confrontation (Lakeside Coliseum Theme) – 2:30 (musica: Junichi Nakatsuru)
12. The Evil Moon (Ling-Sheng Su Temple Ruin Theme) – 2:35 (musica: Ryuichi Takada)
13. Bred from the Gap (Kunpaetku Shrine Ruins Theme) – 1:49 (musica: Keiki Kobayashi)
14. Sail Over the Storm (Indian Port Theme) – 2:44 (musica: Junichi Nakatsuru)
15. Blind Loyalty (Secret Money Pit Theme) – 2:36 (musica: Ryuichi Takada)
16. The Cursed Image (Underground Buddhist Sanctum Theme) – 2:13 (musica: Keiki Kobayashi)
17. The New Legend (Proving Grounds Theme) – 2:10 (musica: Junichi Nakatsuru)
18. Labyrinth of Moonlight (Grand Labyrinth Theme) – 3:37 (musica: Junichi Nakatsuru)
19. Through Molten Caves (Sacred Mt. Fuji - Lava Bed Theme) – 2:34 (musica: Keiki Kobayashi)
20. No Regrets (Pirate Raid Theme) – 3:08 (musica: Junichi Nakatsuru)
21. Ephemeral Dream (Jurakudai Villa Theme) – 2:18 (musica: Keiki Kobayashi)
22. Endless Warfare (Romanian Valley - Castle Siege Theme) – 2:32 (musica: Junichi Nakatsuru)
23. Water Dance (Lotus Garden Theme) – 2:53 (musica: Ryuichi Takada)
24. Courage Ablaze (Old Toledo - Burning Gallery Theme) – 2:12 (musica: Keiki Kobayashi)
25. Beyond the Horizon (Silk Road Ruin Theme) – 2:40 (musica: Junichi Nakatsuru)
26. If There Were Any Other Way (Destined Battle Theme) – 1:51 (musica: Junichi Nakatsuru)
27. Forsaken Sanctuary (Lost Cathedral Theme) – 2:05 (musica: Junichi Nakatsuru)
28. Catastrophe (Lost Cathedral - Ruin Theme) – 2:08 (musica: Ryuichi Takada)
29. World Distortion (Chaos - Spiritual Realm Theme) – 2:10 (musica: Ryuichi Takada)

Durata totale: 69:50

### Disco 2
1. Tales of Souls – 1:25 (musica: Junichi Nakatsuru)
2. Eternal Wayfarer – 1:27 (musica: Junichi Nakatsuru)
3. The Ordeal – 1:21 (musica: Junichi Nakatsuru)
4. The Intruder – 1:21 (musica: Junichi Nakatsuru)
5. Under a Black Curse – 2:43 (musica: Junichi Nakatsuru)
6. Tenderness – 0:45 (musica: Junichi Nakatsuru)
7. The Oath – 1:00 (musica: Junichi Nakatsuru)
8. Teardrops – 0:46 (musica: Junichi Nakatsuru)
9. Gaze from Hell – 0:46 (musica: Junichi Nakatsuru)
10. Crisis – 0:31 (musica: Junichi Nakatsuru)
11. Frailty, Thy Name Is... – 2:38 (musica: Junichi Nakatsuru)
12. Fatal Chain – 0:57 (musica: Junichi Nakatsuru)
13. Tiptoe – 0:31 (musica: Junichi Nakatsuru)
14. Peaceful Days – 2:46 (musica: Junichi Nakatsuru)
15. Memento – 0:52 (musica: Junichi Nakatsuru)
16. Armed with Valor – 1:27 (musica: Keiki Kobayashi)
17. Battle for the Crown – 1:35 (musica: Keiki Kobayashi)
18. The Gemstones – 0:56 (musica: Keiki Kobayashi)
19. Radiant Souls – 1:45 (musica: Keiki Kobayashi)
20. The Lost Chronicle – 1:06 (musica: Ryuichi Takada)
21. The Die Is Cast – 1:58 (musica: Ryuichi Takada)
22. Approaching Tempest – 1:23 (musica: Ryuichi Takada)
23. Symphony of Swords – 2:48 (musica: Ryuichi Takada)
24. Nameless Calamity – 4:55 (musica: Ryuichi Takada)
25. Upon My Soul – 3:08 (musica: Ryuichi Takada)
26. Crimson Feast – 4:43 (musica: Ryuichi Takada)
27. The Hollow Delusion – 3:26 (musica: Ryuichi Takada)
28. Value of Tranquility – 1:12 (musica: Ryuichi Takada)
29. Path of Destiny – 6:31 (musica: Junichi Nakatsuru)
30. Healing Winds – 3:25 (musica: Junichi Nakatsuru)
31. Peaceful Days (Piano Version) – 2:59 (musica: Junichi Nakatsuru)
32. The Oath (Guitar Version) – 0:57 (musica: Junichi Nakatsuru)
33. Healing Winds: Reprise – 2:00 (musica: Junichi Nakatsuru)

Durata totale: 66:03